# Otinovci
Otinovci är en ort i Bosnien och Hercegovina.   Den ligger i entiteten Federationen Bosnien och Hercegovina, i den centrala delen av landet, 90 km väster om huvudstaden Sarajevo. Otinovci ligger 1 240 meter över havet och antalet invånare är 156.
Terrängen runt Otinovci är kuperad åt nordost, men åt sydväst är den platt. Närmaste större samhälle är Bugojno, 14,4 km nordost om Otinovci. 
Omgivningarna runt Otinovci är en mosaik av jordbruksmark och naturlig växtlighet. Runt Otinovci är det ganska tätbefolkat, med 93 invånare per kvadratkilometer.